# Joseph Spiteri
Joseph Spiteri (ur. 20 maja 1959 w Sliema na Malcie) – duchowny katolicki, arcybiskup, nuncjusz apostolski w Meksyku.

## Życiorys
29 czerwca 1984 otrzymał święcenia kapłańskie i został inkardynowany do archidiecezji maltańskiej. W 1984 rozpoczął przygotowanie do służby dyplomatycznej na Papieskiej Akademii Kościelnej.
21 lutego 2009 został mianowany przez Benedykta XVI nuncjuszem apostolskim na Sri Lance oraz arcybiskupem tytularnym Serty. Sakry biskupiej 24 maja 2009 udzielił mu Sekretarz Stanu Tarcisio Bertone.
1 października 2013 został przeniesiony do nuncjatury apostolskiej na Wybrzeżu Kości Słoniowej. 7 marca 2018 został nuncjuszem apostolskim w Libanie. 7 lipca 2022 został mianowany nuncjuszem apostolskim w Meksyku.